# Pantoffelparade
Met pantoffelparade (Spaans: paseo; Italiaans: passeggiata) wordt het flaneren bedoeld, meestal op een vaste plaats en op een vaste tijd. Dit wordt gedaan door (jonge) mensen die graag willen zien en gezien worden.
De pantoffelparade is vanouds een normaal folkloristisch verschijnsel in landen rondom de Middellandse Zee, zoals op de Ramblas van Barcelona.
Ook in Nederland kwam de pantoffelparade voor, volgens de verhalen over de Glènne Riepe.